# Nawal Meniker
  Nawal Meniker    (Perpinyà, 9 de desembre de 1997) és un atleta nord-catalana que competeix en salt d'alçada.

## Trajectòria
Meniker va guanyar la medalla de plata als Jocs Olímpics de la Joventut d'estiu de 2014 a Nanquín el 2014, quedant per darrere de Iúlia Levtxenko. Va guanyar la medalla de plata darrere de Morgan Lake a Eskilstuna al Campionat d'Europa júnior d'atletisme de 2015.
Va començar a ser entrenada per Mickaël Hanany el 2022. Meniker va aconseguir la seva millor marca personal d'alçada en interior d'1,92 m a Aubèira el febrer de 2023. Després va saltar 1,93 m a l'aire lliure a Tucson l'abril de 2023.
Va guanyar la prova de salt d'alçada al Campionat d'Europa per equips d'atletisme de 2023 a Silèsia el juny de 2023 amb 1,92 metres. Es va classificar per a la final de salt d'alçada al Campionat del Món d'Atletisme de 2023 a Budapest amb un salt d'1,89 metres.